# کوربیلوو
کوربیلوو (به لهستانی:  Korbielów) یک روستا در لهستان است که در گمینا یلشنگا واقع شده‌است.
 کوربیلوو  ۱٬۱۹۱ نفر جمعیت دارد.